# Pequot Lakes (Minnesota)
Pequot Lakes es una ciudad ubicada en el condado de Crow Wing en el estado estadounidense de Minnesota. En el Censo de 2010 tenía una población de 2162 habitantes y una densidad poblacional de 46,04 personas por km².

## Geografía
Pequot Lakes se encuentra ubicada en las coordenadas 46°35′17″N 94°17′17″O / 46.58806, -94.28806. Según la Oficina del Censo de los Estados Unidos, Pequot Lakes tiene una superficie total de 46.96 km², de la cual 42.28 km² corresponden a tierra firme y (9.96%) 4.67 km² es agua.

## Demografía
Según el censo de 2010, había 2162 personas residiendo en Pequot Lakes. La densidad de población era de 46,04 hab./km². De los 2162 habitantes, Pequot Lakes estaba compuesto por el 97.32% blancos, el 0.37% eran afroamericanos, el 0.79% eran amerindios, el 0.6% eran asiáticos, el 0% eran isleños del Pacífico, el 0.32% eran de otras razas y el 0.6% pertenecían a dos o más razas. Del total de la población el 1.11% eran hispanos o latinos de cualquier raza.